# Challakere
Challakere è una città dell'India di 49.065 abitanti, situata nel distretto di Chitradurga, nello stato federato del Karnataka. In base al numero di abitanti la città rientra nella classe III (da 20.000 a 49.999 persone).

## Geografia fisica
La città è situata a 14° 19' 0 N e 76° 39' 0 E e ha un'altitudine di 584 m s.l.m..

## Società

### Evoluzione demografica
Al censimento del 2001 la popolazione di Challakere assommava a 49.065 persone, delle quali 25.163 maschi e 23.902 femmine. I bambini di età inferiore o uguale ai sei anni assommavano a 5.822, dei quali 2.954 maschi e 2.868 femmine. Infine, coloro che erano in grado di saper almeno leggere e scrivere erano 33.723, dei quali 18.887 maschi e 14.836 femmine.